# Seychelles unies

Le drapeau du parti

Seychelles unies (en anglais : United Seychelles), appelé anciennement parti Lepep ou Parti populaire, est un parti politique des Seychelles. 
Fondé en 1964 par France-Albert René sous le nom de Parti populaire uni seychellois (en anglais : Seychelles People's United Party), il est rebaptisé Front progressiste du peuple seychellois (en anglais : Seychelles People's Progressive Front) de 1978 à 2009. Il demeure au pouvoir sans interruption de 1977 jusqu'à sa défaite aux élections législatives de 2016.
Jusqu'en 2020, les trois présidents de la République successifs, France-Albert René, James Michel puis Danny Faure, sont issus du parti Lepep.
En novembre 2018, le parti Lepep devient Seychelles unies.